# Z Bootis
Z Bootis är en pulserande variabel av Mira Ceti-typ  i stjärnbilden Björnvaktaren.
Stjärnan varierar mellan magnitud +8,2 och 15 med en period av 281,14 dygn.